# Gabrje pri Dobovi
Gabrje pri Dobovi é uma vila localizada no município de Brežice na Eslovênia. Possuía uma população estimada de 219 habitantes em 2020.